# Теорема Нэша — Мозера
Теорема Нэша — Мозера — одно из обобщений теоремы об обратной функции.
Вариант этой теоремы был использован Джоном Форбсом Нэшем при доказательстве теоремы о регулярном вложении.
Из его статьи ясно, что его метод может быть обобщен. 
Юрген Мозер показал, что метод Нэша применим для решения задач о периодических орбитах в небесной механике в теории Колмогорова — Арнольда — Мозера.
На сегодняшний день существует несколько версий формулировки, принадлежащие Громову, Гамильтону, Хермандеру, Мозеру, Сен-Раймонду, Шварцу и Сергерарту.
Одно из доказательств теоремы основано на использовании модифицированного варианта процесса Ньютона нахождения решения уравнения.
Другие подходы, в частности подходы Нэша и Гамильтона, следуют решению обыкновенного дифференциального уравнения в функциональном пространстве.

## Идея доказательства
Этот раздел предназначен только для описания идеи и поэтому намеренно неточен.
Предположим, что {\displaystyle P} — дифференциальный оператор первого порядка определённый на гладких функциях между векторными пространствами, так что он определяет отображение {\displaystyle P\colon C^{k+1}\to C^{k}} для каждого {\displaystyle k}.
Предположим, что при некоторой функции {\displaystyle f_{0}\in C^{k+1}} линеаризация {\displaystyle D_{f}P\colon C^{k+1}\to C^{k}} имеет правый обратный оператор {\displaystyle S_{f}\colon C^{k}\to C^{k}} для любой функции {\displaystyle f}, достаточно близкой к {\displaystyle f_{0}}.
Заметим, что композиция {\displaystyle S_{f}\circ D_{f}P} и теряет одну производную то есть отображает {\displaystyle C^{k+1}} в {\displaystyle C^{k}}.
Из этого можно увидеть, что попытки использовать метод Ньютона для нахождения решения {\displaystyle P(f)=g_{\infty }} терпят провал.
То есть если  {\displaystyle (f_{n})} — последовательность функций определяемая итеративно 
{\displaystyle f_{n+1}=f_{n}+S_{f_{n}}{\big (}g_{\infty }-P(f_{n}){\big )},}
то из {\displaystyle f_{0}=f\in C^{k+1}} следует, что {\displaystyle g_{\infty }-P(f_{0})\in C^{k}}, и тогда {\displaystyle f_{1}\in C^{k}}.
По тем же соображениям, {\displaystyle f_{2}\in C^{k-1}}, {\displaystyle f_{3}\in C^{k-2}}, и так далее.
Через конечное число шагов итерация должна закончиться, так как она потеряет всякую регулярность, и следующий шаг даже не будет определен.
Для решения этой задачи, Нэш использует сглаживающий оператор {\displaystyle \theta _{n}} который для данной функции {\displaystyle f}, возвращает гладкую функцию {\displaystyle \theta _{n}(f_{n})} близкую к исходной, если {\displaystyle n} велико. 
Затем определяется «сглаженная» итерация Ньютона
{\displaystyle f_{n+1}=f_{n}+S_{f_{n}}{\big (}\theta _{n}(g_{\infty }-P(f_{n})){\big )}.}
Этот модифицированный процесс не сталкивается с той же трудностью, что и предыдущая «несглаженная» версия, поскольку это итерация в пространстве гладких функций, которая никогда не теряет регулярности.
При правильно выбранных сглаживающих операторах, эта последовательность действительно сходится к решению {\displaystyle f_{\infty }}; то есть {\displaystyle P(f_{\infty })=g_{\infty }}.